# Седморедово осмоъгълно пано
Седморедовото осмоъгълно пано е правилно хипебролично пано. Дуалното пано е осморедово седмоъгълно пано. На връх има седем осмоъгълника. Връхната фигура е правилен седмоъгълник.

## Свързани пана

### Седморедови пана
- седморедово триъгълно пано
- седморедово квадратно пано
- седморедово петоъгълно пано
- седморедово шестоъгълно пано
- седморедово седмоъгълно пано (себедуално)
- седморедово осмоъгълно пано
- седморедово деветоъгълно пано

### Осмоъгълни пана
- осмоъгълно пано
- четириредово осмоъгълно пано
- петоредово осмоъгълно пано
- шесторедово осмоъгълно пано
- седморедово осмоъгълно пано
- осморедово осмоъгълно пано (себедуално)
- деветоредово осмоъгълно пано

### Седмоъгълни пано
- седморедово осмоъгълно пано
- пресечено седморедово осмоъгълно пано
- седмоосмоъгълно пано
- пресечено осморедово седмоъгълно пано
- осморедово седмоъгълно пано
- четириседмоосмоъгълно пано
- пресечено седмоосмоъгълно пано
- скосено седмоосмоъгълно пано
- двутриъгълно четириседмоъгълно пано
- скосено триседмочетириъгълно пано